# 30. ceremonia wręczenia Europejskich Nagród Filmowych

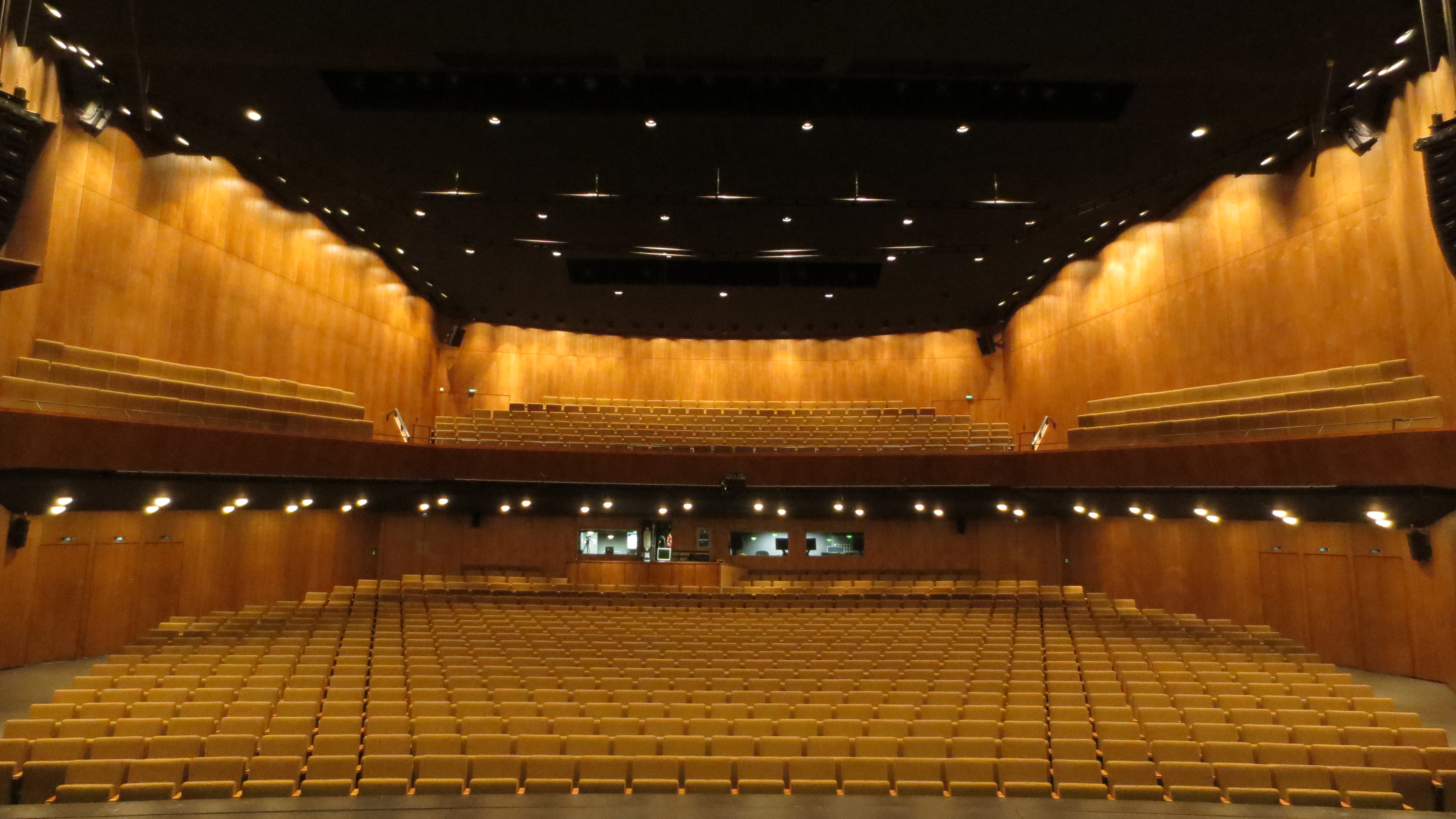
Wnętrze Berlińskiego Domu Festiwalowego, miejsca wręczenia nagród tegorocznej edycji

30. ceremonia wręczenia Europejskich Nagród Filmowych odbyła się 9 grudnia 2017 roku w Berlinie.
Nominacje do nagród zostały ogłoszone 4 listopada, podczas 14. Europejskiego Festiwalu Filmowego w Sewilli.
Tegoroczną galę samodzielnie poprowadził po raz trzeci aktor Thomas Hermanns.

## Laureaci i nominowani
Laureaci nagród wyróżnieni są wytłuszczeniem

### Najlepszy Europejski Film
- /// The Square, reż. Ruben Östlund
  -  120 uderzeń serca, reż. Robin Campillo
  - / Po tamtej stronie, reż. Aki Kaurismäki
  -  Dusza i ciało, reż. Ildikó Enyedi
  - /// Niemiłość, reż. Andriej Zwiagincew

### Najlepszy Europejski Film Komediowy
- /// The Square, reż. Ruben Östlund
  - // Król Belgów, reż. Peter Brosens i Jessica Woodworth
  - / Vincent i koniec świata, reż. Christophe Van Rompaey
  -  Witamy u Hartmannów, reż. Simon Verhoeven

### Najlepszy Europejski Reżyser
- Ruben Östlund − The Square
  -  Ildikó Enyedi − Dusza i ciało
  -  Aki Kaurismäki − Po tamtej stronie
  -  Jorgos Lantimos − Zabicie świętego jelenia
  -  Andriej Zwiagincew − Niemiłość

### Najlepsza Europejska Aktorka
- Alexandra Borbély – Dusza i ciało
  -  Paula Beer – Frantz
  -  Juliette Binoche – Isabelle i mężczyźni
  -  Isabelle Huppert – Happy End
  -  Florence Pugh – Lady M.

### Najlepszy Europejski Aktor
- Claes Bang – The Square
  -  Nahuel Pérez Biscayart – 120 uderzeń serca
  -  Colin Farrell – Zabicie świętego jelenia
  -  Josef Hader – Pożegnanie z Europą
  -  Jean-Louis Trintignant – Happy End

### Najlepszy Europejski Scenarzysta
- Ruben Östlund – The Square
  -  Ildikó Enyedi – Dusza i ciało
  -  Jorgos Lantimos i Efthymis Filippou – Zabicie świętego jelenia
  -  Oleg Niegin i Andriej Zwiagincew – Niemiłość
  -  François Ozon – Frantz

### Najlepszy Europejski Operator
(Nagroda imienia Carlo Di Palma)
- Michaił Kriczman − Niemiłość

### Najlepszy Europejski Kompozytor
- Jewgienij i Sasza Galperine − Niemiłość

### Najlepszy Europejski Scenograf
- Josefin Åsberg − The Square

### Najlepszy Europejski Kostiumolog
- Katarzyna Lewińska − Pokot

### Najlepszy Europejski Montażysta
- Robin Campillo − 120 uderzeń serca

### Najlepszy Europejski Dźwiękowiec
- Oriol Tarragó − Siedem minut po północy

### Najlepszy Europejski Charakteryzator
- Leendert van Nimwegen − Wendeta

### Najlepszy Europejski Film Animowany
- / Twój Vincent, reż. Dorota Kobiela i Hugh Welchman
  -  Ethel & Ernest, reż. Roger Mainwood
  - / Louise nad morzem, reż. Jean-François Laguionie
  - / Zombillenium, reż. Arthur de Pins i Alexis Ducord

### Najlepszy Europejski Film Dokumentalny − Prix ARTE
- Komunia – Anna Zamecka
  -  Austerlitz – Siergiej Łoznica
  - // La Chana - królowa flamenco – Lucija Stojevic
  -  Obcy w raju – Guido Hendrikx
  - / Dobry listonosz – Tonislav Hristov

### Europejskie Odkrycie Roku
- Lady M. – William Oldroyd
  -  Cierpkie mleko – Hubert Charuel
  - // Bez Boga – Ralitza Petrova
  -  Lato 1993 – Carla Simón
  - / Die Einsiedler – Ronny Trocker

### Europejska Nagroda Uniwersytecka
Ogłoszenie nominacji do kategorii miało miejsce 10 października 2017 roku, podczas MFF w Hamburgu. Filmy zostały wyselekcjonowane przez: Fabian Gasmia (producent/Niemcy), Juho Kuosmanen (reżyser/Finlandia), Elli Mastorou (dziennikarka/Belgia, Grecja) oraz Dagmar Brunow (akademista – Uniwersytet Linneusza/Szwecja). Pięć wybranych filmów było prezentowanych w klasach akademickich, następnie trwała wśród studentów dyskusja na ich temat. Spośród piątki wybierano najlepszy. Udział w przedsięwzięciu wzięło dwadzieścia uniwersytetów z dwudziestu europejskich krajów:

- - Belgia: Uniwersytet w Antwerpii
  - Czechy: Uniwersytet Karola
  - Dania: Uniwersytet Aarhus, Aarhus
  - Finlandia: Uniwersytet w Oulu
  - Francja: Université de Paris III, Paryż
  - Niemcy: Uniwersytet w Rostocku
  - Grecja: Uniwersytet Egejski/wyspa Lesbos
  - Węgry: Katolicki Uniwersytet Pétera Pázmánya/Budapeszt
  - Irlandia: University College Cork
  - Izrael: Sapir Academic College, Sederot
  - Włochy: Uniwersytet Udine
  - Holandia: Uniwersytet w Utrechcie
  - Polska: Uniwersytet Łódzki
  - Portugalia: Uniwersytet Lizboński
  - Rumunia: Sapientia University, Kluż-Napoka
  - Serbia: Singidunum University, Belgrad
  - Hiszpania: Uniwersytet Kraju Basków, Bilbao
  - Szwecja: Uniwersytet Linneusza
  - Szwajcaria: Uniwersytet w Lozannie
  - Turcja: Uniwersytet Kadir Has, Stambuł
  - Wielka Brytania: John Moores University/Liverpool

Nagrodę przyznano po raz drugi w historii
- / Guðmundur Arnar Guðmundsson − Serce z kamienia
  -  Fien Troch − Dom
  - /// Andriej Zwiagincew − Niemiłość
  - / Aki Kaurismäki − Po tamtej stronie
  - // Andreas Dalsgaard i Obaidah Zytoon − The War Show

### Nagroda Publiczności (People’s Choice Award)
- // Pożegnanie z Europą, reż. Maria Schrader[5]
  - // Siedem minut po północy, reż. Juan Antonio Bayona
  - /// Bridget Jones 3, reż. Sharon Maguire
  - / Fantastyczne zwierzęta i jak je znaleźć, reż. David Yates
  - / Frantz, reż. François Ozon
  - // Egzamin, reż. Cristian Mungiu
  - / Zwariować ze szczęścia, reż. Paolo Virzì
  - // Komuna, reż. Thomas Vinterberg
  - / Po tamtej stronie, reż. Aki Kaurismäki

### Nagroda Młodej Publiczności
- Goodbye Berlin, reż. Fatih Akın
  -  Das Mädchen vom Änziloch, reż. Alice Schmid
  - / Nazywam się Cukinia, reż. Claude Barras

### Europejska Nagroda Filmowa za Całokształt Twórczości
- Aleksandr Sokurow[6]

### Nagroda za Osiągnięcia w Światowej Kinematografii – Prix Screen International
- Julie Delpy[7]

### Nagroda dla koproducentów – Prix EUROIMAGE
- Cédomir Kolar (Noe Productions/A.S.A.P. Films)